# 5e régiment de tirailleurs de la Garde impériale

Le 5e tirailleurs de la garde est un régiment français des guerres napoléoniennes. Il fait partie de la Jeune Garde.

## Historique du régiment
- 1811 - Créé et nommé 5e régiment de tirailleurs de la Garde impériale
- 1814 - Dissout.
- 1815 - Reformé 5e régiment de tirailleurs de la Garde impériale

## Chef de corps
- 1811 : Jean-François Hennequin
- 1814 : Louis-André Dupré
- 1815 : Edmé-Charles-Louis Lepaige-Dorsenne

## Batailles
Ce sont les batailles principales où fut engagé très activement le régiment. Il participa évidemment à plusieurs autres batailles, surtout en 1814.
- 1812 : Krasnoé, Borisow, La Bérézina, Smorgoni, Wilna et Kowno
- 1813 : Dresde, Leipzig, Eisenach et Frabcfort
- 1814 : Bar-sur-Aube, Brienne, La Rothière, Rosnay, Montmirail, Arcis-sur-Aube et Paris
- 1815 : Waterloo